# USS Saratoga (CV-60)
USS Saratoga (CV-60) byla letadlová loď Námořnictva Spojených států, která působila ve službě v letech 1956–1994. Jedná se o druhou jednotku třídy Forrestal. Objednána byla jako velká letadlová loď s označením CVB-60, ještě před zahájením vlastní stavby byla její klasifikace změněna na útočnou letadlovou loď CVA-60. Na víceúčelovou letadlovou loď CV-60 byla překlasifikována v roce 1972.
Její stavba byla zahájena 16. prosince 1952 v loděnici New York Navy Yard v New Yorku. K jejímu spuštění na vodu došlo 8. října 1955, do služby byla zařazena 14. dubna 1956. Během své služby působila především ve Středozemním moři, avšak zúčastnila se i války ve Vietnamu a války v Zálivu. Ze služby byla vyřazena 30. září 1994, poté byla odstavena. Snahy o její využití jako muzeum nebyly úspěšné, proto v roce 2010 námořnictvo rozhodlo o jejím rozebrání a sešrotování. K odprodeji do šrotu došlo na jaře roce 2014.